# Le migliori cose del mondo
Le migliori cose del mondo (As Melhores Coisas do Mundo) è un film brasiliano del 2010 diretto da Laís Bodanzky e tratto dall'omonima serie di libri dedicati al personaggio fittizio di "Mano", scritta da Gilberto Dimenstein ed Eloisa Prieto.
Distribuito nelle sale il 16 aprile 2010, il film è interpretato da Francisco Miguez, Gabriela Rocha, Caio Blat, Denise Fraga e Filipe Kartalian.
Con oltre 296.000 spettatori, il film ha registrato il nono miglior incasso in patria del 2010 ed ha vinto otto riconoscimenti, diventando il film più premiato durante il Festival di Recife.

## Trama
Hermano, detto  "Mano" e suo fratello Pedro, due ragazzi brasiliani, vincono - come dice Mano - 'la lotteria della sfiga': il loro padre, professore universitario, si scopre gay e abbandona la moglie e loro due, per andare a convivere con un suo specializzando di nome Gustavo. Mano che è ancora vergine ed infatuato di Valeria, la ragazza più chiacchierata della scuola, riesce finalmente a farci sesso.
Nel frattempo Carol, la sua migliore amica, infatuata del professore di fisica, riesce a baciarlo, ma la cosa si viene a sapere ed il professore viene licenziato.
Intanto, nell'ambiente scolastico si diffonde la notizia dell'omosessualità di suo padre e per questo Mano subisce un pestaggio da parte di bulli omofobi, mentre anche Valeria lo lascia ed il suo insegnante di chitarra parte per l'Europa; è proprio un brutto periodo per Hermano.
Anche suo fratello Pedro viene lasciato dalla sua ragazza e tenta il suicidio, ma Mano lo salva in extremis e salva se stesso scoprendo di essere innamorato di Carol.

## Riconoscimenti
- 2010 - Prêmio Contigo Cinema
  - Miglior attrice non protagonista a Denise Fraga
  - Candidatura Miglior film
  - Candidatura Miglior attore non protagonista a Fiuk
  - Candidatura Migliore regia a Laís Bodanzky
  - Candidatura Migliore sceneggiatura a Luiz Bolognesi
  - Candidatura Migliore scenografia a Cassio Amarante
  - Candidatura Migliore fotografia a Mauro Pinheiro Jr.
  - Candidatura Miglior colonna sonora a Eduardo Bid
- 2010 - Recife Cine PE Audiovisual Festival
  - Miglior film
  - Migliore regia a Laís Bodanzky
  - Miglior attore a Francisco Miguez
  - Migliore sceneggiatura a Luiz Bolognesi[8]
  - Migliore fotografia a Mauro Pinheiro Jr.
  - Migliore scenografia a Cassio Amarante
  - Miglior sonoro a Alessandro Laroca
- 2011 - ACIE Awards
  - Candidatura Miglior film
  - Candidatura Migliore regia a Laís Bodanzky
  - Candidatura Migliore sceneggiatura a Luiz Bolognesi
- 2011 - Cinema Brazil Grand Prize
  - Miglior attore non protagonista a Caio Blat
  - Candidatura Migliore regia a Laís Bodanzky
  - Candidatura Miglior attrice non protagonista a Denise Fraga
  - Candidatura Miglior film
  - Candidatura Migliore scenografia a Cassio Amarante
  - Candidatura Migliore sceneggiatura originale a Luiz Bolognesi
  - Candidatura Miglior montaggio a Daniel Rezende
  - Candidatura Miglior sonoro a Alessandro Laroca, Armando Torres Jr. e Louis Robin
  - Candidatura Miglior colonna sonora a Eduardo Bid
- 2011 - Paris Brazilian Film Festival
- Audience Award
- 2011 - São Paulo Association of Art Critics Awards
  - Migliore regia a Laís Bodanzky
  - Migliore sceneggiatura a Luiz Bolognesi